# 藤原道兼
藤原 道兼（ふじわら の みちかね）は、平安時代中期の公卿。藤原北家、摂政関白太政大臣・藤原兼家の三男。官位は正二位・関白右大臣、贈正一位・太政大臣。

## 概要
寛和2年（986年）外孫の春宮・懐仁親王の即位を願う父・藤原兼家の意を受けて、蔵人として近侍していた花山天皇を唆して出家・退位させる（寛和の変）。代わって懐仁親王が践祚（一条天皇）すると外祖父の兼家は摂政となり、道兼も栄達した。兼家が没すると長兄・道隆が関白となり、道兼は摂関を継ぐことはできなかったが、内大臣次いで右大臣の高官に昇った。長徳元年（995年）道隆の病死後、道兼が関白に就任。就任の数日後に病没したため、七日関白とも呼ばれる。

## 経歴
円融朝の天延3年（975年）叙爵し、天元2年（979年）侍従に任官する。永観2年（984年）正月に五位蔵人に補せられると、8月に新たに花山天皇が践祚するも道兼は引き続き蔵人を務めるとともに、10月には左少弁も兼ねた。
花山朝では外戚（叔父）である権中納言・藤原義懐が天皇を補佐して朝政を領導。一方で、春宮には道兼の同母妹・藤原詮子所生の懐仁親王が立てられており、道兼の父である右大臣・藤原兼家は外孫である懐仁親王の早期の即位を望んでいた。花山天皇は情緒的な性格で、寵愛していた女御・藤原忯子が没すると深く嘆き、思い悩むようになった。蔵人として近侍していた道兼は元慶寺（花山寺）の厳久と共に仏の教えを説き、出家を勧めた。道兼も出家することを約束すると天皇もその気になってしまう。
寛和2年（986年）6月23日丑の刻、道兼は花山天皇を密かに内裏から連れ出す。道兼は天皇が途中で足を止めようとするのをかき口説き、何とか山科の元慶寺まで連れてきた。天皇は厳久に戒を受けて剃髪した。ところが、道兼は「父に出家前の姿を一目見せ、出家することを告げた後に必ずこちらに戻ってきます」と言うや、寺から立ち去ってしまった。天皇は騙されたと知るが既に手遅れで、宮中では兼家と兄・道隆が新帝践祚の準備を手早く済ませていた。翌朝、義懐と権左中弁・藤原惟成が元慶寺に駆けつけるが、出家した天皇の姿を見て絶望し、彼らも出家した（寛和の変）。
幼い懐仁親王が践祚（一条天皇）すると、外祖父の兼家は摂政に就任。功労者の道兼も同日中に蔵人頭に任じられ、7月に従四位下・参議、10月には従三位・権中納言、11月に正三位に叙任されるなど急速に昇進を果たす。翌永延元年（987年）先任中納言の源重光・源保光・藤原公季を超えて従二位に叙せられ、永祚元年（989年）には同じく先任中納言の藤原顕光を超えて正二位・権大納言に進んだ。
正暦元年（990年）藤原兼家が病に伏して没すると、後任の関白には長兄・道隆が任じられる。兼家が側近たちに後継者を相談した際、藤原有国は一条天皇践祚の功を理由に道兼を推挙したが、平惟仲や多米国平が道隆を推挙したため、兼家は惟仲らの意見を採用したという（『江談抄』）。これに対して道兼は、父への功があったのだから当然に自分が関白を継ぐべきだと望んでいたところ、道隆が後継に選ばれたことを甚だ憎み、父の喪中にもかかわらず客を集めては遊興に耽ったとの話が伝わっている（『大鏡』）。
しかし、道隆執政下でも道兼の昇進は続き、正暦2年（991年）内大臣、正暦5年（994年）右大臣へと進んだ。
長徳元年（995年）関白・道隆は重い病に伏し、後継の関白に嫡男の内大臣・藤原伊周を望むが許されず、4月10日に没した。半月ほどの摂関不在を経て、4月27日に道兼は関白宣下を受ける。ところが、ほどなく道兼は病になり、5月8日に没した。享年35。在任期間はわずか10日ばかりであり、世に「七日関白」と呼ばれた。死後、正一位太政大臣を追贈された。病中の道兼が関白に任じられた背景には、「関白は兄弟順に」という先例を作って道兼の次に道長を関白にしたいとする皇太后詮子の関与があったとする見方がある。
なお、この4月から5月にかけては道隆・道兼兄弟のほか、左大臣の源重信、大納言の藤原済時・藤原朝光・藤原道頼、中納言の源保光・源伊陟と8人の議政官が病死している。正暦4年（993年）頃から太宰府では疱瘡が大流行しており、正暦5年頃からは全国的な大流行となっていた。一条天皇も罹患しており、道隆を除く公卿らの死因も疱瘡が原因と見られている。『栄花物語』では病気にはふれず、伊周の外祖父高階成忠による呪詛がほのめかされている。
道兼の関白の時期は短かったが、一度だけ陣定が開催されている。また、家司の藤原有国が危篤となった道兼に対して、後任の関白を指名した譲状を書くよう勧めたが、関白は譲状を書くものではないとして道兼は拒否したという（『江談抄』）。

## 人物
『栄花物語』では、道兼の容姿は「顔色が悪く毛深く醜かった」と酷評されている。また、性格について『大鏡』では「非常に冷酷で、人々から恐れられていた」と記している他、面倒で意地が悪く、長幼の順序もわきまえずに、兄の道隆をいつも諭しているようなところがあったとされている。さらに素行も悪く、「よづかぬ御事｣で、多くの｢よからぬ御事」をなしていたと記している。『栄花物語』においても心中は老獪で恐ろしいぐらいの人間であるとされている。
一方で『栄花物語』では道長と親しく、道隆の葬儀に行かなかった道長が、道兼の死の際には非常に悲しんで葬儀に赴いたと記している。また『栄花物語』は例外的に花山天皇の出家に道兼を始めたとした兼家一家が関与したという記述がない。
61歳没の父・兼家、62歳没の弟・道長が和歌を多く残している一方、34歳没の道兼は若年で死したこともあり、生前の歌は『後拾遺和歌集』と『続古今和歌集』に収録された二首を含めて三首が現存するのみとされている。一方で道兼の周囲には多くの歌人がおり、藤原実方・藤原公任・藤原相如・源兼澄らは道兼の屋敷に伺候してたびたび歌を詠んでいた。道兼は風雅をつくした粟田山荘に歌人を集め、歌題を出して歌を詠ませることも多かった。

## 官歴
『公卿補任』による。
- 天延3年（975年） 正月7日：従五位下（冷泉院御給）
- 天元2年（979年） 12月2日：侍従
- 天元3年（980年） 日付不詳：昇殿
- 天元6年（983年） 正月27日：弾正少弼
- 永観2年（984年） 正月10日：五位蔵人。8月25日：従五位上（冷泉院御給）。8月27日：五位蔵人（花山天皇践祚）。10月10日：正五位下（東宮御給）。10月30日：左少弁
- 寛和2年（986年） 6月23日：蔵人頭（譲位日）。7月5日：従四位下（立后日）。7月16日：右近衛権中将。7月20日：参議、右近衛中将如元。8月13日：兼美作権守。10月15日：従三位、権中納言。11月22日：正三位
- 寛和3年（987年） 11月11日：従二位（去8月石清水行幸行事賞）
- 永祚元年（989年） 2月23日：権大納言。3月4日：兼皇太后宮大夫（皇太后・藤原詮子）。4月5日：正二位（春日行幸行事賞）
- 永祚2年（990年） 6月1日：兼右近衛大将。7月2日：服解（父）
- 正暦2年（991年） 9月7日：内大臣。9月9日：右近衛大将如元
- 正暦5年（994年） 8月28日：右大臣。9月7日：右近衛大将如元
- 長徳元年（995年） 4月27日：関白。4月28日：藤原氏長者。5月2日：申慶賀。5月8日：薨去。5月25日：贈太政大臣正一位

## 系譜
- 父：藤原兼家
- 母：藤原時姫（藤原中正の娘）
- 正妻：藤原遠量の娘 - のち藤原顕光室
  - 長男：福足君（?-989）[16]
  - 二男：藤原兼隆（985-1053）（母は藤原国光の娘とも）
  - 三男：藤原兼綱（988-1058）（母は藤原国光の娘とも）
  - 四男：藤原兼信
  - 次女：二条殿御方[注釈 3] - 藤原威子女房
- 妻：藤原繁子 - 藤原師輔の娘、のち平惟仲室
  - 長女：藤原尊子（984-1022） - 一条天皇女御、のち藤原通任室
- 生母不明の子女
  - 女子：典侍（?-1012）[21]

略系
〈藤原北家道兼流〉
```
　　　　 
道兼

　　　　  ┣━━━┳━━━┓
　　　　 
兼隆
　　
兼綱
　　
兼信

　　　　  ┃  
　　　　 
兼房

　　　　  ┃  
　　　　 
宗円
（
宇都宮氏
）
```

道兼の子・兼隆よりのちに公卿になった者はなく、『大鏡』では公家としては語るべき子孫がいないことが記されている。『尊卑分脈』や「宇都宮系図」によれば、下野国の豪族宇都宮氏は兼隆の孫藤原宗円の子孫であると称している。宗円は『中右記』にある三井寺の僧に比定する研究があるが、彼については道長の孫藤原俊家の子であるという意見もある。

## 関連作品
テレビドラマ
- 『光る君へ』（2024年、NHK大河ドラマ、演：玉置玲央）